# Ariel McDonald
Ariel Rene McDonald és un jugador de bàsquet actualment ja retirat. El jugador, nascut a Harvey (Illinois) el 5 de gener de 1972 és un base d'1,89 m d'alçada. És nord-americà però el seu passaport eslovè (de juny de 1997) li ha permès ser un rodamón del bàsquet: ha passat per 9 equips diferents.

## Equips
- Universitat de Minnesota 1990-1994
- Siox Falls 1994
- Castors Braine (Belgica) 1994-1995
- Interier Krsko (Eslovenia) 1995-1996
- Olimpija Ljubljana 1996-1999
- Maccabi Tel-Aviv 1999-2002
- Panathinaikos 2002-2004
- Dinamo de Moscou 2004-2005
- Akasvayu Girona 2005-2008
- Dinamo Moscou 2008
- Montepaschi de Siena 2008-2009

## Palmarès
- 3 lligues eslovenes amb l'Olimpija de Ljubljana
- 3 copes eslovenes amb l'Olimpija de Ljubljana
- 3 lligues d'Israel amb el Maccabi Tel-Aviv
- 3 copes d'Israel amb el Maccabi Tel-Aviv
- 2 lligues gregues amb el Panathinaikos
- 1 copa grega amb el Panathinaikòs
- 1 Eurolliga amb el Maccabi Tel-Aviv
- 1 Vegada campió de la FIBA EuroCup
- 1 Vegada campió de la FIBA SuproLeague
- 1 Vegada subcampió de l'Eurolliga
- 1 Vegada subcampió de la lliga russa